# Луи дьо Блоа
Луи дьо Блоа (на френски: Louis de Blois; * 1172, † 14 април 1205, Одрин) е граф на Блоа от 1191 до 1205 г., също граф на Шартър и Клермон. Участник в Четвърти кръстоносен поход.

## Произход и ранни години
Син е на граф Тибо V Блоа и Аликс Френска. Неговите дядо и баба по майчина линия са френския крал Луи VII и първата му съпруга Елеонор Аквитанска.
През 1184 г. Луи се жени за Катрин, графиня на Клермон. Заедно с баща си участва в Третия кръстоносен поход, където Тибо V загива при обсадата на Акра през 1191 г.

## Четвърти кръстоносен поход
На 28 ноември 1199 в Екри, графът на Фландрия Балдуин, графът на Блоа Луи и неговият братовчед Тибо III, граф на Шампан, откликват на призива на папа Инокентий III и стават първите френски благородници, които „приемат кръста“ и се присъединяват към Четвъртия кръстоносен поход. За водач е определен граф Тибо III, но в разгара на подготовката за похода той умира.
Луи дьо Блоа напуска Франция през 1202 г, като е финансиран от английския крал Джон I, който също е негов роднина. През юли 1203 г. дьо Блоа участва в обсадата на Константинопол заедно с Бонифаций Монфератски, Енрико Дандало и Балдуин Фландърски, но се разболява и не взема участие в самото превземане на града през 1204 г. При разпределянето на териториите на новосъздадената Латинска империя, Луи дьо Блоа получава Никейското херцогство около гр. Никея в Мала Азия.

## Битка при Адрианопол
През 1205, Луи дьо Блоа участва в битката при Адрианопол, където кръстоносците са разбити от войските на българския цар Калоян. На 14 април лагерът на латинската войска е нападнат от лека куманска конница, която увлича рицарите в преследване и те са унищожени от основните български сили в блатиста местност край река Тунджа. Император Балдуин е пленен, а граф дьо Блоа намира смъртта си в битката.